# Polyscias bellendenkerensis
Polyscias bellendenkerensis là một loài thực vật có hoa trong Họ Cuồng cuồng. Loài này được (F.M.Bailey) Philipson miêu tả khoa học đầu tiên năm 1977.